# 霍根號驅逐艦 (DD-178)
霍根號驅逐艦（舷號DD-178）是一艘美國海軍建造的驅逐艦，為維克斯級驅逐艦的104號艦。她是美軍第一艘以霍根為名的軍艦，以紀念1812年戰爭時期的海軍軍官丹尼爾·霍根（Daniel Hogan）。
霍根號在1918年於聯合鋼鐵廠開始建造，在1919年下水服役，其時第一次世界大戰已經結束。稍後霍根號被派往太平洋執勤，在1922年退役封存。第二次世界大戰爆發後，霍根號於1940年重新服役，並改為掃雷艦，調到加勒比海。稍後霍根號接連參與火炬行動、吉爾伯特及馬紹爾群島戰役、新畿內亞戰役、塞班島戰役、菲律賓戰役及硫磺島戰役。戰事末期霍根號改為靶艦，並在1945年在空中轟炸實驗中擊沉。
霍根號在第二次世界大戰共獲六枚戰鬥之星。